# دفتر اجرایی تطبیقی
دفتر اجرایی تطبیقی یکی از ۲ دفتر تازه آژانس پروژه‌های پژوهشی پیشرفتهٔ دفاعی (دارپا) است که در سال ۲۰۰۹ (میلادی) با ریاست رجینا ای. داگن بنیان‌گذاری شد. دفتر اجرایی تطبیقی بر انتقال فناوری، ارزیابی فناوری، بهره‌وری سریع، و سامانه‌های تطبیقی تمرکز می‌کند.